# Mateřská škola Úvaly
Mateřská škola Úvaly je příspěvková organizace a označení pro celkem 3 mateřské školy v Úvalech.

## Historie
Historie mateřských škol v Úvalech se začala psát s otevřením první školky v prostorách dnešního domu dětí a mládeže v květnu 1951, v bývalém rodinném domě na adrese Vítězslava Nováka 372. V září 1975 byla otevřena druhá mateřská škola, která byla umístěna do objektu v Pražské ulici (tehdy Rudé armády). Její kapacita byla 60 dětí, které byly rozděleny do dvou tříd.
Potřeba nové školky byla stále čím dál tím víc znát, a proto byla 4. ledna 1979 na Homolce, v Kollárově ulici otevřena mateřská škola o čtyřech třídách s kapacitou 120 dětí na pozemku 5 330 m². Jednalo se o první československou mateřskou školu, která se stavěla tehdy novou technologií. Nejprve byly vybetonovány základy, na které se poté upevňovaly buňky. Montáž celé budovy, tvořené 71 buňkami jako soubor čtyř vzájemně propojených pavilonů, trvala jen deset dní. Z dúvodu narůstající poptávky byla z původní tělocvičny v roce 2008 vybudována jedna třída, která se nachází přímo v hlavní budově. V roce 2011 byl v areálu postaven nový menší pavilon (opět z buněk) se dvěma novými třídami.
V roce 1987 byla uzavřena první mateřská škola v ulici Vítězslava Nováka.
Dnešní příspěvková organizace Mateřská škola Úvaly vznikla v roce 2003 a sdružuje tak školky v ulici Kollárova (hlavní budova), ulici Pražská a nově vybudovanou v ulici Bulharská s kapacitou 50 dětí.

## Budovy a třídy
V roce 2021 zahrnovala Mateřská škola Úvaly tři budovy:
- hlavní budova Kollárova 1260 – v původním pavilonu 5 tříd (Berušky, Jablíčka, Sluníčka, Kytičky a Motýlci), v pavilonu z roku 2011 jsou třídy dvě (Rybičky a Žabičky)
- budova Pražská 525 – 2 třídy (Dráčci a Koníci)
- budova Bulharská 1900 – 2 třídy (Žirafky a Sovičky)